# Liste des chansons de Renaud
 (décembre 2024).
La mise en forme du texte ne suit pas les recommandations de Wikipédia : il faut le « wikifier ».
Les points d'amélioration suivants sont les cas les plus fréquents. Le détail des points à revoir est peut-être précisé sur la page de discussion.
- Les titres sont pré-formatés par le logiciel. Ils ne sont ni en capitales, ni en gras.
- Le texte ne doit pas être écrit en capitales (les noms de famille non plus), ni en gras, ni en italique, ni en « petit »…
- Le gras n'est utilisé que pour surligner le titre de l'article dans l'introduction, une seule fois.
- L'italique est rarement utilisé : mots en langue étrangère, titres d'œuvres, noms de bateaux, etc.
- Les citations ne sont pas en italique mais en corps de texte normal. Elles sont entourées par des guillemets français : « et ».
- Les listes à puces sont à éviter, des paragraphes rédigés étant largement préférés. Les tableaux sont à réserver à la présentation de données structurées (résultats, etc.).
- Les appels de note de bas de page (petits chiffres en exposant, introduits par l'outil «  Source ») sont à placer entre la fin de phrase et le point final[comme ça].
- Les liens internes (vers d'autres articles de Wikipédia) sont à choisir avec parcimonie. Créez des liens vers des articles approfondissant le sujet. Les termes génériques sans rapport avec le sujet sont à éviter, ainsi que les répétitions de liens vers un même terme.
- Les liens externes sont à placer uniquement dans une section « Liens externes », à la fin de l'article. Ces liens sont à choisir avec parcimonie suivant les règles définies. Si un lien sert de source à l'article, son insertion dans le texte est à faire par les notes de bas de page.
- La présentation des références doit suivre les conventions bibliographiques. Il est recommandé d'utiliser les modèles {{Ouvrage}}, {{Chapitre}}, {{Article}}, {{Lien web}} et/ou {{Bibliographie}}. Le mode d'édition visuel peut mettre en forme automatiquement les références.
- Insérer une infobox (cadre d'informations à droite) n'est pas obligatoire pour parachever la mise en page.

Pour une aide détaillée, merci de consulter Aide:Wikification.
Si vous pensez que ces points ont été résolus, vous pouvez retirer ce bandeau et améliorer la mise en forme d'un autre article.
Pour un article plus général, voir Renaud.
Voici une liste non exhaustive des chansons écrites par ou pour Renaud.
Les chansons hors albums (celles de l'album « Introuvables » compris) et celles encore jamais enregistrées sont dans des tableaux séparés. Les reprises ne sont pas prises en compte.
Les cases vides signifient que Renaud Séchan est le compositeur et le parolier de la chanson.

## Chansons de Renaud
Ne sont prévus que les titres originaux et sont exclus les albums de reprises (Renaud chante Brassens, Le P'tit Bal du samedi soir et autres chansons réalistes et Renaud cante el' Nord, Métèque) ainsi que les albums live.
| Titre                                                 | Année                   | Compositeur(s)                                  | Album                              |
| ----------------------------------------------------- | ----------------------- | ----------------------------------------------- | ---------------------------------- |
| 500 connards sur la ligne de départ                   | 1991                    | Renaud Detressan                                | Marchand de cailloux               |
| À la belle de mai                                     | 1994                    |                                                 | À la Belle de Mai                  |
| À la Close                                            | 2006                    | Alain Lanty                                     | Rouge Sang                         |
| À la téloche                                          | 2006                    | Alain Lanty                                     | Rouge Sang                         |
| À quelle heure on arrive ?                            | 1981                    |                                                 | Le Retour de Gérard Lambert        |
| Adieu l'enfance                                       | 2006                    | Jean-Pierre Bucolo                              | Rouge Sang                         |
| Adieu Minette                                         | 1977                    |                                                 | Laisse béton                       |
| Adios Zapata !                                        | 1994                    | Julien Clerc                                    | À la Belle de Mai                  |
| Allongés sous les vagues                              | 1988                    |                                                 | Putain de camion                   |
| Amoureux de Paname                                    | 1975                    |                                                 | Amoureux de Paname                 |
| Animals (Les)                                         | 2019                    | Thierry Geoffroy                                | Les Mômes et les enfants d'abord ! |
| Aquarium (L')                                         | 1991                    | Jean-Pierre Bucolo                              | Marchand de cailloux               |
| Arrêter la clope !                                    | 2006                    | Michaël Ohayon                                  | Rouge Sang                         |
| Auto-Stoppeuse (L')                                   | 1980                    |                                                 | Marche à l'ombre                   |
| Aventures de Gérard Lambert (Les)                     | 1980                    | Alain Ranval                                    | Marche à l'ombre                   |
| Baby-sitting blues                                    | 1985                    |                                                 | Mistral gagnant                    |
| Ballade de Willy Brouillard (La)                      | 1994                    | Amaury Blanchard / Pierre Delas                 | À la Belle de Mai                  |
| Ballade nord-irlandaise (La)                          | 1991                    | Chant traditionnel / arr : Pete Briquette       | Marchand de cailloux               |
| Baltique                                              | 2002                    | Alain Lanty                                     | Boucan d'enfer                     |
| Bande à Lucien (La)                                   | 1977                    |                                                 | Laisse béton                       |
| Banlieue rouge                                        | 1981                    |                                                 | Le Retour de Gérard Lambert        |
| Baston !                                              | 1980                    | Michel Roy                                      | Marche à l'ombre                   |
| Blanche (La)                                          | 1981                    |                                                 | Le Retour de Gérard Lambert        |
| Blues de la Porte d'Orléans (Le)                      | 1977                    |                                                 | Laisse béton                       |
| Bobos (Les)                                           | 2006                    | Jean-Pierre Bucolo                              | Rouge Sang                         |
| Boucan d'enfer                                        | 2002                    | Jean-Pierre Bucolo                              | Boucan d'enfer                     |
| Boum (La)                                             | 1978                    |                                                 | Laisse béton                       |
| Buffalo débile                                        | 1977                    |                                                 | Laisse béton                       |
| Ça va gueuler                                         | 2019                    |                                                 | Les Mômes et les enfants d'abord ! |
| Camarade bourgeois                                    | 1975                    |                                                 | Amoureux de Paname                 |
| Cent ans                                              | 1988                    | Pierre-Jean Gidon                               | Putain de camion                   |
| C'est la récré                                        | 2019                    | Thierry Geoffroy                                | Les Mômes et les enfants d'abord ! |
| C'est mon dernier bal                                 | 1979                    |                                                 | Ma gonzesse                        |
| C'est pas du pipeau                                   | 1991                    | Renaud Detressan / Thomas Noton                 | Marchand de cailloux               |
| C'est quand qu'on va où ?                             | 1994                    | Julien Clerc                                    | À la Belle de Mai                  |
| Chanson dégueulasse                                   | 1988                    | Jean-Louis Roques                               | Putain de camion                   |
| Chanson du loubard (La)                               | 1977                    |                                                 | Laisse béton                       |
| Chanson pour Pierrot                                  | 1979                    |                                                 | Ma gonzesse                        |
| Charognards (Les)                                     | 1977                    |                                                 | Laisse béton                       |
| Cheveu blanc                                          | 1994                    | Mourad Malki                                    | À la Belle de Mai                  |
| Ch'timi rock                                          | 1979                    |                                                 | Ma gonzesse                        |
| Cinq sens (Les)                                       | 2006                    | Alain Lanty                                     | Rouge Sang                         |
| Cœur perdu                                            | 2003                    | Alain Lanty                                     | Boucan d'enfer                     |
| Coupole (La)                                          | 1975                    |                                                 | Amoureux de Paname                 |
| Corsic'armes                                          | 2002                    | Jean-Pierre Bucolo                              | Boucan d'enfer                     |
| Dans la jungle                                        | 2005                    | Jean-Pierre Bucolo                              | Rouge Sang                         |
| Dans mon H.L.M.                                       | 1980                    |                                                 | Marche à l'ombre                   |
| Dans ton sac                                          | 1991                    | Mourad Malki                                    | Marchand de cailloux               |
| Danser à Rome                                         | 2006                    |                                                 | Rouge Sang                         |
| Dès que le vent soufflera                             | 1983                    |                                                 | Morgane de toi                     |
| Déserteur                                             | 1983                    |                                                 | Morgane de toi                     |
| Deuxième Génération                                   | 1983                    |                                                 | Morgane de toi                     |
| Devant les lavabos                                    | 1994                    | Alain Labacci                                   | À la Belle de Mai                  |
| Dimanches à la con (Les)                              | 1991                    |                                                 | Marchand de cailloux               |
| Docteur Renaud, Mister Renard                         | 2002                    | Jean-Pierre Bucolo                              | Boucan d'enfer                     |
| Doudou s'en fout                                      | 1983                    |                                                 | Morgane de toi                     |
| Dylan                                                 | 2016                    | Alain Lanty                                     | Renaud                             |
| Écoutez-moi les gavroches                             | 1975                    | François Bernheim/ J. Nero / Renaud Séchan      | Amoureux de Paname                 |
| Elle a vu le loup                                     | 2002                    |                                                 | Boucan d'enfer                     |
| Elle est facho                                        | 2006                    |                                                 | Rouge Sang                         |
| Elsa                                                  | 2006                    |                                                 | Rouge Sang                         |
| En cloque                                             | 1983                    |                                                 | Morgane de toi                     |
| Enfant différent (L')                                 | 2016                    |                                                 | Renaud                             |
| En la Selva                                           | 2006                    |                                                 | Rouge Sang                         |
| Entarté (L')                                          | 2002                    | Jean-Pierre Bucolo                              | Boucan d'enfer                     |
| Étudiants poils aux dents                             | 1981                    |                                                 | Le Retour de Gérard Lambert        |
| Fatigué                                               | 1985                    | Renaud Séchan / Franck Langolff                 | Mistral gagnant                    |
| Fille de joie                                         | 2006                    |                                                 | Rouge Sang                         |
| Germaine                                              | 1977                    |                                                 | Laisse béton                       |
| Greta                                                 | 1975                    |                                                 | Amoureux de Paname                 |
| Gringalet (Le)                                        | 1975                    |                                                 | Amoureux de Paname                 |
| Gueule d'aminche                                      | 1975                    |                                                 | Amoureux de Paname                 |
| Héloïse                                               | 2016                    | Michaël Ohayon                                  | Renaud                             |
| Hexagone                                              | 1975                    |                                                 | Amoureux de Paname                 |
| Hyper Cacher                                          | 2016                    | Michaël Ohayon                                  | Renaud                             |
| Il pleut                                              | 1988                    |                                                 | Putain de camion                   |
| It Is Not Because You Are                             | 1980                    |                                                 | Marche à l'ombre                   |
| J'ai embrassé un flic                                 | 2016                    | Michaël Ohayon                                  | Renaud                             |
| J'ai la vie qui m'pique les yeux                      | 1979                    |                                                 | Ma gonzesse                        |
| J'aime rien                                           | 2019                    |                                                 | Les Mômes et les enfants d'abord ! |
| J'ai raté Télé-Foot                                   | 1981                    |                                                 | Le Retour de Gérard Lambert        |
| J'ai retrouvé mon flingue !                           | 2006                    | Romane Serda                                    | Rouge Sang                         |
| Java sans joie (La)                                   | 1975                    |                                                 | Amoureux de Paname                 |
| Je cruel                                              | 1991                    | Jean-Louis Roques                               | Marchand de cailloux               |
| Je m'appelle Galilée                                  | 2006                    | Jean-Pierre Bucolo                              | Rouge Sang                         |
| Je suis une bande de jeunes                           | 1977                    | François Bernheim                               | Laisse béton                       |
| Je vis caché                                          | 2002                    | Jean-Pierre Bucolo                              | Boucan d'enfer                     |
| Jojo le démago                                        | 1977                    |                                                 | Laisse béton                       |
| Jonathan                                              | 1988                    | Luc Bertin                                      | Putain de camion                   |
| Jusqu'à la fin du monde                               | 2006                    | Jean-Pierre Bucolo                              | Rouge Sang                         |
| J'veux une Harley                                     | 2022                    | Thierry Geoffroy (co-écrite avec Marc Cuadrado) | Métèque (réédition)                |
| La vie est moche et c'est trop court                  | 2016                    |                                                 | Renaud                             |
| Laisse béton                                          | 1977                    |                                                 | Laisse béton                       |
| Le petit chat est mort                                | 1994                    | Jean-Louis Roques                               | À la Belle de Mai                  |
| Leonard's Song                                        | 2006                    | Alain Lanty                                     | Rouge Sang                         |
| L.O.L.I.T.A (Thierry Geoffroy)                        | 2019                    |                                                 | Les Mômes et les enfants d'abord ! |
| Lolito Lolita                                         | 1994                    |                                                 | À la Belle de Mai                  |
| Loulou                                                | 1983                    |                                                 | Morgane de toi                     |
| Ma blonde                                             | 2006                    | Jean-Pierre Bucolo                              | Rouge Sang                         |
| Ma gonzesse                                           | 1979                    | Alain Brice                                     | Ma gonzesse                        |
| Ma chanson leur a pas plu...                          | 1983                    |                                                 | Morgane de toi                     |
| Ma chanson leur a pas plu (suite)                     | 1991                    |                                                 | Marchand de cailloux               |
| Mal barrés                                            | 2002                    | Alain Lanty                                     | Boucan d'enfer                     |
| Malone                                                | 2006                    | Alain Lanty                                     | Rouge Sang                         |
| Manhattan-Kaboul (avec Axelle Red)                    | 2002                    | Jean-Pierre Bucolo                              | Boucan d'enfer                     |
| Manu                                                  | 1981                    |                                                 | Le Retour de Gérard Lambert        |
| Marchand de cailloux                                  | 1991                    |                                                 | Marchand de cailloux               |
| Marche à l'ombre                                      | 1980                    |                                                 | Marche à l'ombre                   |
| Mélusine                                              | 1977                    |                                                 | Laisse béton                       |
| Me jette pas                                          | 1988                    |                                                 | Putain de camion                   |
| Médaille (La)                                         | 1994                    |                                                 | À la Belle de Mai                  |
| Menthe à l'eau (La)                                   | 1975                    |                                                 | Amoureux de Paname                 |
| Mère à Titi (La)                                      | 1988                    | Franck Langolff                                 | Putain de camion                   |
| Mes copains                                           | 2019                    |                                                 | Les Mômes et les enfants d'abord ! |
| Mimi l'ennui                                          | 1980                    |                                                 | Marche à l'ombre                   |
| Miss Maggie                                           | 1985                    | Jean-Pierre Bucolo                              | Mistral gagnant                    |
| Mistral gagnant                                       | 1985                    | Renaud/Jean-Philippe Goude                      | Mistral gagnant                    |
| Mon amoureux                                          | 1994                    | François Ovide                                  | À la Belle de Mai                  |
| Mon anniv'                                            | 2016                    | Michaël Ohayon                                  | Renaud                             |
| Mon beauf'                                            | 1981                    | Alain Ranval                                    | Le Retour de Gérard Lambert        |
| Mon bistrot préféré                                   | 2003                    | Jean-Pierre Bucolo                              | Boucan d'enfer                     |
| Mon nain de jardin                                    | 2002                    | Alain Lanty                                     | Boucan d'enfer                     |
| Morgane de toi                                        | 1983                    | Franck Langolff                                 | Morgane de toi                     |
| Morts les enfants                                     | 1985                    | Franck Langolff                                 | Mistral gagnant                    |
| Mots (Les)                                            | 2016                    | Renan Luce                                      | Renaud                             |
| Mulholland Drive                                      | 2016                    | Michaël Ohayon                                  | Renaud                             |
| Nos vieux                                             | 2006                    | Jean-Pierre Bucolo                              | Rouge Sang                         |
| Nuit en taule (La)                                    | 2016                    | Renan Luce                                      | Renaud                             |
| Olé !                                                 | 1991                    | Jean-Pierre Bucolo                              | Marchand de cailloux               |
| On va pas s'laisser pourrir (Thierry Geoffroy)        | 2019                    |                                                 | Les Mômes et les enfants d'abord ! |
| Oscar                                                 | 1981                    |                                                 | Le Retour de Gérard Lambert        |
| Où c'est qu'j'ai mis mon flingue                      | 1980                    |                                                 | Marche à l'ombre                   |
| Parc Montsouris                                       | 2019                    |                                                 | Les Mômes et les enfants d'abord ! |
| Pas de dimanches                                      | 2006                    | Alain Lanty                                     | Rouge Sang                         |
| Peau aime (en public)                                 | 1979                    |                                                 | Ma gonzesse                        |
| Pêche à la ligne (La)                                 | 1985                    | Jean-Pierre Bucolo                              | Mistral gagnant                    |
| Père Noël noir (Le)                                   | 1981                    |                                                 | Le Retour de Gérard Lambert        |
| Petit Bonhomme                                        | 2016                    | Jean-Pierre Bucolo                              | Renaud                             |
| Petit Crabe et la Langoustine (Le) (Jacques Mahieux)  | 2019                    |                                                 | Les Mômes et les enfants d'abord ! |
| Petit Pédé                                            | 2002                    | Jean-Pierre Bucolo                              | Boucan d'enfer                     |
| Petite                                                | 1988                    | Franck Langolff                                 | Putain de camion                   |
| Petite Fille des sombres rues                         | 1975                    |                                                 | Amoureux de Paname                 |
| Petite Fille slave                                    | 2016                    | Renan Luce                                      | Renaud                             |
| Pinpon                                                | 2019                    |                                                 | Les Mômes et les enfants d'abord ! |
| Pochtron !                                            | 1983                    |                                                 | Morgane de toi                     |
| Pour Karim,pour Fabien                                | 2016 (création en 2007) | Romane Serda                                    | Renaud                             |
| Pourquoi d'abord ?                                    | 1980                    |                                                 | Marche à l'ombre                   |
| Près des auto-tamponneuses                            | 1983                    | Franck Langolff                                 | Morgane de toi                     |
| P'tit Voleur                                          | 1991                    | Jean-Louis Roques                               | Marchand de cailloux               |
| P'tite Conne                                          | 1985                    |                                                 | Mistral gagnant                    |
| Putain de camion                                      | 1988                    |                                                 | Putain de camion                   |
| Retour de Gérard Lambert (Le)                         | 1981                    | Jean-Philippe Goude                             | Le Retour de Gérard Lambert        |
| Retour de la pépette (Le)                             | 1985                    |                                                 | Mistral gagnant                    |
| Rien à te mettre                                      | 2006                    | Benoît Dorémus                                  | Rouge Sang                         |
| Rita (chanson d'amour)                                | 1975                    |                                                 | Amoureux de Paname                 |
| Rouge-Gorge                                           | 1988                    |                                                 | Putain de camion                   |
| Rouge sang                                            | 2006                    |                                                 | Rouge Sang                         |
| RS & RS                                               | 2006                    | Jean-Pierre Bucolo / Renaud Séchan              | Rouge Sang                         |
| Salut manouche                                        | 1979                    |                                                 | Ma gonzesse                        |
| Sans dec                                              | 1979                    |                                                 | Ma gonzesse                        |
| Sentimentale mon cul !                                | 2006                    | Jean-Pierre Bucolo                              | Rouge Sang                         |
| Sirop de la rue (Le)                                  | 1994                    | Julien Clerc                                    | À la Belle de Mai                  |
| Si t'es mon pote                                      | 1985                    | Jean-Pierre Bucolo / Renaud Séchan              | Mistral gagnant                    |
| Socialiste                                            | 1988                    |                                                 | Putain de camion                   |
| Société tu m'auras pas                                | 1975                    |                                                 | Amoureux de Paname                 |
| Soleil immonde                                        | 1981                    | Coluche                                         | Le Retour de Gérard Lambert        |
| Son bleu                                              | 1994                    | Jean-Louis Roques                               | À la Belle de Mai                  |
| Ta batterie                                           | 2016                    | Leslie Bourdin et Alexandre Sarrazin            | Renaud                             |
| Tango de Massy-Palaiseau (Le)                         | 1979                    |                                                 | Ma gonzesse                        |
| Tango des élus (Le)                                   | 1991                    |                                                 | Marchand de cailloux               |
| Tant qu'il y aura des ombres (aux potes de la Sorgue) | 1991                    |                                                 | Marchand de cailloux               |
| Teigne (La)                                           | 1980                    |                                                 | Marche à l'ombre                   |
| Tire à Dédé (La)                                      | 1979                    |                                                 | Ma gonzesse                        |
| Tonton                                                | 1991                    | Jean-Louis Roques                               | Marchand de cailloux               |
| Toujours debout                                       | 2016                    | Michaël Ohayon                                  | Renaud                             |
| Tout arrêter…                                         | 2002                    | Jean-Pierre Bucolo                              | Boucan d'enfer                     |
| Triviale Poursuite                                    | 1988                    | Franck Langolff                                 | Putain de camion                   |
| Trois matelots                                        | 1985                    |                                                 | Mistral gagnant                    |
| Tu vas au bal ?                                       | 1985                    |                                                 | Mistral gagnant                    |
| Y'a un monstre sous le lit                            | 2019                    |                                                 | Les Mômes et les enfants d'abord ! |
| Y z'ont mis l'feu à l'école                           | 2019                    |                                                 | Les Mômes et les enfants d'abord ! |

## Hors albums
| Titre                                             | Parole(s)                              | Compositeur(s)                                       | Présent sur                                                                   | Année |
| ------------------------------------------------- | -------------------------------------- | ---------------------------------------------------- | ----------------------------------------------------------------------------- | ----- |
| 26 avril                                          |                                        | Alain Lanty                                          | Tchernobyl 20 de Greenpeace                                                   | 2006  |
| Anaïs Nin (avec Romane Serda)                     | François Bernheim / Christian Bouclier | François Bernheim / Christian Bouclier               |                                                                               | 2005  |
| Camionneur rêveur (Le)                            | Jean-Luc Morel - FNACEM                | Claude Engel                                         | La Fugue du petit Poucet (pour la Croix-Rouge)                                | 1986  |
| Corona Song                                       |                                        | Thierry Geoffrey                                     | Single indépendant                                                            | 2020  |
| Encore un rhum                                    | Soldat Louis                           | Soldat Louis                                         | Sorti sur l'album hommage à Soldat Louis, V.I.P. (Very Intimes Poteaux), 2010 | 2010  |
| Envol du phénix (L')                              |                                        |                                                      | Phénix Tour                                                                   | 2017  |
| Éthiopie (avec Chanteurs sans frontières)         |                                        | Franck Langolff                                      | Single pour Chanteurs sans frontières                                         | 1985  |
| Fallait pas !...                                  |                                        | Khalil Chahine                                       | Bande originale d'du film homonyme                                            | 1996  |
| Fanny de la Sorgue                                |                                        |                                                      |                                                                               | 1995  |
| La petite vague qui avait le mal de mer           |                                        |                                                      | Livre audio                                                                   | 1989  |
| Maintenant                                        | Vianney                                | Vianney                                              | À 2 à 3                                                                       | 2023  |
| Miss Maggie (version anglaise)                    | Tim Daly (traduction)                  | Jean-Pierre Bucolo                                   |                                                                               | 1985  |
| Mon paradis perdu                                 |                                        | Jean-Pierre Bucolo                                   | Longbox Renaud                                                                | 2002  |
| Ourson prisonnier                                 | Pierre Grosz                           | Henri Dès                                            | L'évasion de Toni                                                             | 1994  |
| Petit Garçon (Le)                                 | Jean-Loup Dabadie                      | Jacques Datin                                        | Autour de Serge Reggiani                                                      | 2002  |
| Pondichéry                                        |                                        | Alain Lanty                                          | Open-Disc de Rouge Sang                                                       | 2006  |
| Princesse catalane                                |                                        | Jean-Pierre Bucolo                                   | Open-Disc de Rouge Sang                                                       | 2006  |
| P'tit Dèj' blues                                  |                                        |                                                      | face B de Viens chez moi, j'habite chez une copine 1980                       |       |
| Sidi h'Bibi                                       | Traditionnel                           | Traditionnel/Mano Negra                              | Diversion                                                                     | 1990  |
| Touche pas à ma sœur !                            |                                        | J.J. Cale                                            |                                                                               | 1995  |
| Toute seule à une table                           |                                        | Jean-Louis Roques                                    | Urgence (contre le Sida)                                                      | 1992  |
| Viens chez moi j'habite chez une copine (chanson) |                                        |                                                      | Bande originale du film homonyme                                              | 1980  |
| Welcome Gorby                                     |                                        |                                                      | Single La ballade Nord-Irlandaise                                             | 1992  |
| Zénobe                                            | Patrick Dewez                          | Robert Grahame / Arr : Patrick Dewez et Charles Loos | Natacha - Mambo à Buenos Aires                                                | 1990  |

## Chansons jamais commercialisées
| Titre                 | Parole(s) | Compositeur(s) | Année |
| --------------------- | --------- | -------------- | ----- |
| C.A.L. en bourse      |           |                | 1968  |
| Crève salope          |           |                | 1968  |
| La Goberge            |           |                | 1969  |
| Ravachol              |           |                | 1968  |
| Regardez, bourgeois ! |           |                | 1969  |
| SDF                   |           |                | 1977  |

## Principales chansons
- Si vous ne connaissez pas le sujet, laissez ce bandeau (vous pouvez alors contacter les auteurs).
- Si vous supprimez le contenu mis en cause (vous pouvez préalablement contacter les auteurs),

argumentez précisément cette suppression dans la page de discussion
(un manque de référence n'est pas un argument ; une recherche réelle de référence doit avoir été effectuée, être formellement documentée).

### Chansons engagées
- Société, tu m'auras pas ! : chanson où il attaque d'anciens chanteurs engagés qui selon lui se sont fait corrompre par la société. On peut aussi la prendre au premier degré, et entendre le narrateur de cette chanson comme le jeune Renaud lui-même.
- Hexagone : raillerie sur les traditions populaires et la bêtise des Français (interdite d'antenne en 1980).
- Banlieue rouge : tableau moqueur de la vie en Seine-Saint-Denis au début des années 1980.
- Camarade bourgeois : tirade ironique contre les « fils à papa ».
- Où c'est que j'ai mis mon flingue ? : réquisitoire nihiliste contre les « journaleux ». Il faut néanmoins savoir que Renaud regrette d'avoir écrit cette chanson, et ne veut donc plus la chanter[réf. nécessaire]. Chose qui pourrait changer puisqu'il en a écrit la suite qui figure sur un album récent[réf. nécessaire].
- La Blanche : il soutient son ami Michel (contrairement à ce qui est fréquemment dit, il ne s'agit pas de Coluche mais de Michel Roy, compositeur de Baston !) qui plonge dans la drogue.
- Deuxième génération : les aventures du délinquant Slimane qui vit « à la Courneuve ». État des lieux de l'intégration des enfants des immigrés d'Afrique du Nord.
- Déserteur : chanson antimilitariste, inspirée du Déserteur de Boris Vian.
- Miss Maggie : à l'origine, la chanson se voulait contre la catastrophe du Heysel, provoquée par les hooligans de Liverpool. Elle est rapidement devenue un hymne pour les femmes et une charge particulièrement agressive contre Margaret Thatcher et contre la violence masculine à travers le monde et les époques.
- L'Aquarium ; Lolito Lolita ; Pourquoi d'abord ? : critique désabusée des curés, des militaires et des journalistes.
- Le Tango des élus : selon Renaud, c'est une « chanson courte, mais suffisante ».
- La Médaille : chanson antimilitariste qui fut censurée[réf. nécessaire]. France Inter fut poursuivie en justice pour l'avoir diffusée (Voir À la Belle de Mai)[1].
- Manhattan-Kaboul : chanson écrite après les événements du 11 septembre 2001 à New York et chantée en duo avec Axelle Red. Chanson la mieux vendue de sa carrière en single, elle marque son grand retour sur la scène française après sa période sombre.
- Dans la jungle : Chanson de soutien à Íngrid Betancourt, franco-colombienne otage depuis février 2002, où Renaud répète sans faiblir "Et nous ne serons libres que lorsque tu le seras".
- Elle est facho : le texte décrit une lepéniste vivant en banlieue et finit par la pointe « …qui vote Sarko ». Cette chute (qui n'était pas prévue initialement) a fait couler beaucoup d'encre dans des articles qui la sortaient du contexte de la chanson[2].
- C'est quand qu'on va où : chanson engagée contre le système éducatif.
- 500 connards sur la ligne de départ : dénonciation de l'agression écologique et humanitaire que représente le Rallye Dakar, à travers ses participants, qui « prennent le sol africain pour une cour de récré ».
- Fatigué : témoigne de l'incompréhension du chanteur face à tous les massacres que l'homme a causés. Il se sent « Responsable anonyme de tout le sang versé ». Cette chanson fut écrite sur la place Rouge, par un Renaud qu'avaient dépité les manœuvres des jeunes communistes protestant contre sa chanson pacifiste Déserteur.

### Amoureux de Paname
- Amoureux de Paname : ode à l'urbanité et pied-de-nez aux « écologistes du samedi soir ».
- Écoutez-moi les gavroches : hymne aux titis parisiens, à « tous les gamins de Paris ».
- Le Blues de la Porte d'Orléans : déclaration d'indépendance du 14e arrondissement.
- Rouge-Gorge : hymne au Paris de Robert Doisneau « Prolo ordinaire, peuple de Paris, Rouge-gorge est fier d'être né ici ».

### Chansons du loubard
- Laisse béton : histoire des déboires (vestimentaires) d'un loubard non sans humour.
- Je suis une bande de jeunes et La bande à Lucien : deux oraisons funèbres du mouvement loubard.
- Adieu minette : l'amour impossible entre un « mariole » et une « fillette à papa » de Neuilly.
- Dans mon HLM : Renaud décrit en termes sarcastiques tous les gens qu'on peut rencontrer dans une HLM (« …et la môme du huitième, le hasch elle aime »).
- Marche à l'ombre : Renaud joue un petit loubard malingre qui renvoie tous les gens « bizarres » qui entrent dans son bistro. Cette chanson est aussi le thème du film Marche à l'ombre avec Michel Blanc comme acteur protagoniste.
- Ma gonzesse : chanson d'amour d'un « mec » au « blouson clouté » à sa copine. La « gonzesse » de la chanson deviendra la première femme de Renaud.
- C'est mon dernier bal : une bande de loubard se rendent à un bal où ils provoquent une pagaille se terminant avec l'arrivée des policiers « à grands coups de manche de pioche, une fracture, ça dessaoule »…
- Chanson pour Pierrot : Renaud adresse son désir de devenir père.
- Les Aventures de Gérard Lambert : un loubard à cyclomoteur rencontre le Petit Prince (référence à Antoine de Saint-Exupéry).
- Le Retour de Gérard Lambert : une version moderne du conte du Petit chaperon rouge.
- Baston ! : la violence « c'est peut-être con, mais tout est con ».
- Manu : une chanson où Renaud réconforte Manu, un ami loubard qui sort d'une rupture : « une gonzesse de perdue, c'est dix copains qui reviennent »… Manuel étant son deuxième prénom, Renaud parle en fait de lui-même : sa future femme avait été tiraillée entre deux « amoureux », dont l'un était Renaud.

### Chansons comiques
- La Jeune Fille du métro (reprise) : petite valse légère sur un air de guinguette
- Les Auto-Tamponneuses : première apparition de la Pépette
- Le Retour de la Pépette
- Chanson dégueulasse : chanson d'amour
- Ma blonde : Chanson drôle dans le sens des Blondes
- Danser à Rome : Anagramme de Romane Serda.
- Tu vas au bal ? : chanson humoristique qui, sur un rythme très rapide, décrit une bande d'amis ne voulant rien faire.
- It Is Not Because You Are : « on my mob, it was super », chanson humoristique en franglais sur l'amour entre un Français et une Anglaise (« C'est pas parce que you are me qu'I am you »).
- Pochtron ! : "c'est l'heure, il me faut mon biberon", chanson qui raconte les déboires alcooliques de Renaud (sans tout ce que cela a provoqué ensuite).
- Touche pas à ma sœur : Chanson contre les boysbands et autres chanteurs chantant pour le succès et l'argent. Moqueries sur les journalistes de radio. Chanson pleine de naïveté, de colère et de surprises.
- Cent ans : chanson d'un vieux pas si vieux. Sur un fond de musette, un centenaire qui nous raconte sa vie, en fait, un rêve pas encore réalisé.
- Viens chez moi j'habite chez une copine (chanson) : Chanson du film Viens chez moi, j'habite chez une copine. Les paroles retracent la personnalité du "héros" du film: dragueur, squatteur, etc.
- Étudiant - poil au dent : Chanson de l'album "Le retour de Gérard Lambert", contre le système universitaire de l'époque, contre les médecins, les avocats et bien d'autres. On y voit un Renaud un peu bohème.
- Mon amoureux : Chanson de Lolita à son père. Elle veut lui présenter son amoureux et le compare avec son père. On y voit les défauts de Renaud et peut-être les espoirs de Renaud sur le "futur" copain de Lolita.
- Arrêter la clope : Chanson où Renaud parle de la difficulté de stopper la cigarette.

### Famille
- Mon beauf : chanson où il utilise l'archétype du beau-frère pour dénoncer sa vision de la bêtise humaine.
- Ma gonzesse : chanson d'amour pour sa copine Dominique (devenue ensuite sa compagne pendant plus de 25 ans)
- Chanson pour Pierrot : chanson pour le fils qu'il rêvait d'avoir.
- En cloque : chanson qui raconte la grossesse de sa première « gonzesse » et comment il le vit.
- Morgane de toi : chanson d'amour sur sa fille qui venait de naître.
- Mistral gagnant : chanson nostalgique où il raconte son enfance à sa fille dans la France des années 1950… et les friandises qu'on y mangeait («… et les vrais roudoudous qui nous coupaient les lèvres et nous niquaient les dents… et les Mistral gagnant »).
- Oscar : chanson où il parle d'un homme ayant travaillé dans les mines puis à l'usine en région parisienne. Renaud semble avoir une grande estime pour Oscar, qui est en fait son grand-père maternel.
- Il pleut : chanson qu'on peut d'abord prendre pour une simple histoire de rupture (« tu peux pas t'casser, il pleut ») mais à la fin de laquelle on se rend compte que Renaud s'adresse à sa fille (« et puis d'abord, ça suffit, on se casse pas à six ans et demi »).
- Marchand de cailloux : tentative d'explication du monde des années 1990 par sa fille en pleine préadolescence (« J'veux partager mon McDo avec ceux qui ont faim »).
- Mon amoureux : discours de Lolita à son père qui décrit ici son gendre idéal : « T'en fais pas Papa, mon amoureux tu l'aimeras ! ».
- C'est pas du pipeau : Renaud met en garde sa fille contre les dangers du monde des adultes qui ne sont pas que des contes.
- Elle a vu le loup : chanson à propos de la première relation sexuelle d'une copine de sa fille à 15 ans et les regrets possibles d'une relation si précipitée.
- Adieu l'enfance : chanson où Renaud décrit avec nostalgie l'enfance révolue de sa fille devenue maintenant adulte
- Heloïse : chanson pour sa petite-fille Héloïse Luce
- Petit Bonhomme : chanson pour son fils Malone Séchan
- Ta batterie : chanson pour son fils Malone.

### Hommage
- Baltique : hommage au chien de François Mitterrand tenu hors de l'église pendant la cérémonie des funérailles.
- Dans la jungle : hommage aux otages de Colombie (notamment Íngrid Betancourt et Clara Rojas). Divers concerts de soutien furent mis en place après la sortie de cette chanson traduite en plusieurs langues (notamment par Melingo en espagnol). Renaud interprète la chanson en espagnol dans l'édition double de l'album Rouge Sang.
- Elsa : hommage à une de ses amies et de ses plus grandes fans qui l'a aidé lors de sa traversée du désert, Elsa, dont le grand frère, Lucas, s'est suicidé à 20 ans.
- Jojo le démago : Lionel Jospin à son élection au conseil municipal de Paris.
- Jonathan : hommage à Johnny Clegg qui lutta contre l'Apartheid en Afrique du Sud.
- Leonard Song : hommage à Leonard Peltier, indien d'Amérique, qui croupit en prison depuis des dizaines d'années pour un meurtre qu'il n'a pas commis.
- Les Charognards : Le 5 décembre 1975, un braquage avec prise d'otages, dans une banque de la rue Pierre Charon à Paris, finit mal pour ses auteurs. Renaud, présent sur les lieux, mettra sur papier dès qu'il sera retourné chez lui, les commentaires des « honnêtes » gens (les « charognards ») se regroupant autour des corps des voleurs.
- Ma chanson leur a pas plu (suivie d'un deuxième opus portant presque le même titre quelques années plus tard) : exercice de style dans lequel chaque couplet est écrit à la manière de l'un de ses confrères (Bernard Lavilliers, Jean-Patrick Capdevielle, Francis Cabrel)
- Miss Maggie : hommage aux femmes en général, et aux victimes du Drame du Heysel.
- Mon bistrot préféré : chanson nostalgique où Renaud évoque quelques grands disparus qui l'ont inspiré (Georges Brassens, Serge Gainsbourg, René Fallet…).
- P'tite Conne : chanson pour la fille de Bulle Ogier, Pascale, morte d'une overdose dans les milieux mondains.
- Putain de camion : hommage à Coluche qui a trouvé la mort dans un accident de la route. Ce titre sera même celui de l'album, dont la pochette est noire avec un cadre ouvrant sur des fleurs. L'album est dédié à Dominique, Lolita, Marius et Romain (les deux fils de l'humoriste).
- Rouge-Gorge : hommage à Robert Doisneau.
- Tonton : hommage à la fois tendre et critique de François Mitterrand.
- Welcome Gorby : hommage à Gorbatchev
- Hyper Cacher : hommage aux victimes de la prise d'otages du magasin Hyper Cacher de la porte de Vincennes du 9 janvier 2015
- Pour Karim, pour Fabien : titre pour les slameurs Grand Corps Malade et Karim